# تپه چلیشه ۲۲ - K
تپه چلیشه ۲۲ - K مربوط به عصر مس - عصر آهن است و در شهرستان کنگاور، روستای طاهر آباد واقع شده و این اثر در تاریخ ۱۰ دی ۱۳۸۱ با شمارهٔ ثبت ۶۶۳۰ به‌عنوان یکی از آثار ملی ایران به ثبت رسیده است.